# 太山镇
太山镇，是中华人民共和国吉林省白城市大安市下辖的一个乡镇级行政单位。

## 行政区划
太山镇下辖以下地区：
高家村、张家村、太平村、山湾村、解放村、聚宝村、跃进村、幸福村、宝石村、双全村、进步村、东风村、长春村、地窝棚村、静山村和万山村。